# Eurosport
Az Eurosport a legnagyobb európai televíziós sportcsatorna-hálózat, amely a világ 54 országában és 20 nyelven – köztük magyarul is – fogható műholdon és kábelszolgáltatókon keresztül. A hálózat tagjaként jelenleg három televíziócsatorna működik: az Eurosport 1 (2015 novemberéig egyszerűen Eurosport), az Eurosport 2 és az Eurosport News. A televíziócsatornák tulajdonosa a francia TF1 Group médiavállalat volt 2015-ig, ezután a csatornákat megvásárolta a Discovery Communications.

A csatorna reklámidejét az Atmedia értékesíti.

## Története
Az Eurosport 1989 február  5-én kezdte kezdte meg működését az EBU és a Sky Television együttműködésében. 1991-ben került az Eurosport a TF1 Group tulajdonába. 1993-ban egyesült a korábbi vetélytárs csatornával, a Screensporttal.
Kezdetben francia, angol, német és holland nyelven készültek az adások, később azonban egyre több ország kapcsolódott be. Hosszú ideig a négy alapító nemzet riportereinek „kiváltsága” volt a közvetített esemény helyszínére való kiutazás, a többiek rendszerint stúdióból kommentáltak, kommentálnak.
1996. január 24-én indult a magyar nyelvű kommentár, Palik László és Héder Barna vezetésével, az első riporterek közt volt még Dávid Sándor, Fülöp László, Gundel Takács Gábor és Vitár Róbert.
2000-ben indult a vállalat 24 órában sporthíreket sugárzó, angol nyelvű műsora, az Eurosport News (mára megszűnt).
2005 januárjában egy új csatorna indult Eurosport 2 néven, amely 2007. július 1-jétől már magyar nyelven is elérhető.
2008. május 25-én indult az Eurosport HD adása. 2011 januárjában az Eurosport 2 magyar változata is elérhető HD minőségben.
2015. július 22-től a Discovery Communications a Eurosport kizárólagos tulajdonosa, miután 491 millió eurót fizetett a TF1 Group 49 százalékos részesedéséért.
2015. november 12-én megújult a csatorna, a főadó új neve Eurosport 1 lett. A csatorna a közösségi médiában indított kampányt, amelyben a #közösaszenvedélyünk (#sharemypassion) címkével várták a rajongókat megnyilatkozni kedvenc sportágaikról.
2020. December 29.-én közölték a UPC Direct-nél (Mostani néven: Direct One), hogy 2021. Január 4.-től (azaz a csatornakínálat megújulásával egyidőben) az Eurosport 1 és az Eurosport 2 kikerül a csatornakiosztásából és a helyüket a Digi Sport 1 (2022-től a Match4) és az Arena4 veszik át azóta a 85-ös és 86-os (SD) és a 122-es és 123-as (HD) programhelyeken.
2021. március 23-án magyar nyelven elérhetővé vált a Telekomnál az Eurosport 4K, az első magyarországi, magyar nyelvű lineáris tévécsatorna (a Love Nature-rel együtt), amely UHD felbontásban vehető. A műsor simulcastja az Eurosport 1 adásának azzal a különbséggel, hogy magyar reklámokat nem sugároz.
2022. január 12-én újra felfrissült a csatorna arculata, és a téli olimpiai játékok közeledtével azt ígérte, minden addiginál közelebb hoz az eseményekhez.

## Az Eurosport vételi lehetőségei Magyarországon
Eurosport 1
| SD csatorna paramétere | SD csatorna paramétere                   |
| ---------------------- | ---------------------------------------- |
| Műhold:                | Thor 5 (nyugati 1 fok)                   |
| Frekvencia:            | 12,130 Mhz                               |
| Polarizáció:           | Horizontális (vízszintes)                |
| Moduláció:             | DVB-S, QPSK, MPEG2                       |
| Szimbólumráta:         | 28,000 Ks/s                              |
| FEC:                   | 7/8                                      |
| Kódolás:               | Conax, Nagravision 3                     |
| Video-PID:             | 546                                      |
| Audio-PID:             | 696 (Magyar)                             |
| PMT-PID:               | 1151                                     |
| PCR-PID:               | 541                                      |
| Szolgáltatásazonosító: | 1187                                     |
| Hálózatazonosító:      | 1                                        |
| HD csatorna paramétere |                                          |
| Műhold:                | Thor 6 (nyugati 1 fok)                   |
| Frekvencia:            | 11,977 Mhz                               |
| Polarizáció:           | Horizontális (vízszintes)                |
| Moduláció:             | DVB-S2, 8PSK, MPEG4-AVC                  |
| Szimbólumráta:         | 30,000 Ks/s                              |
| FEC:                   | 3/4                                      |
| Kódolás:               | Conax, Nagravision 3                     |
| Video-PID:             | 1502                                     |
| Audio-PID:             | 1503 (Cseh), 1505 (Angol), 1506 (Magyar) |
| PMT-PID:               | 1501                                     |
| PCR-PID:               | 1502                                     |
| Szolgáltatásazonosító: | 2015                                     |
| Hálózatazonosító:      | 187                                      |

Eurosport 2
| SD csatorna paramétere | SD csatorna paramétere                                 |
| ---------------------- | ------------------------------------------------------ |
| Műhold:                | Thor 5 (nyugati 1 fok)                                 |
| Frekvencia:            | 11,785 Mhz                                             |
| Polarizáció:           | Horizontális (vízszintes)                              |
| Moduláció:             | DVB-S, QPSK, MPEG2                                     |
| Szimbólumráta:         | 28,000 Ks/s                                            |
| FEC:                   | 7/8                                                    |
| Kódolás:               | Conax, Nagravision 3                                   |
| Video-PID:             | 589                                                    |
| Audio-PID:             | 823 (Magyar)                                           |
| PMT-PID:               | 2690                                                   |
| PCR-PID:               | 589                                                    |
| Szolgáltatásazonosító: | 2590                                                   |
| Hálózatazonosító:      | 1                                                      |
| HD csatorna paramétere |                                                        |
| Műhold:                | Thor 6 (nyugati 1 fok)                                 |
| Frekvencia:            | 11,977 Mhz                                             |
| Polarizáció:           | Horizontális (vízszintes)                              |
| Moduláció:             | DVB-S2, 8PSK, MPEG4-AVC                                |
| Szimbólumráta:         | 30,000 Ks/s                                            |
| FEC:                   | 3/4                                                    |
| Kódolás:               | Conax, Nagravision 3                                   |
| Video-PID:             | 1602                                                   |
| Audio-PID:             | 1603 (Cseh), 1604 (Angol), 1605 (Magyar), 1606 (Román) |
| PMT-PID:               | 1601                                                   |
| PCR-PID:               | 1602                                                   |
| Szolgáltatásazonosító: | 2016                                                   |
| Hálózatazonosító:      | 187                                                    |

## Közvetített sportágak
- Téli sportok (alpesi sí-világkupa, biatlon, síugrás, sífutás, síakrobatika, műkorcsolya)
- Autóverseny (autós és motoros megbízhatósági vb, WTCR, Formula–E, Superbike-világbajnokság, Porsche Szuperkupa)
- Kerékpár (többek között a három háromhetes, a Giro d’Italia, a Tour de France és a Vuelta kizárólagos közvetítői)
- Lovaglás
- Golf (PGA Championship)
- Tenisz (mind a négy Grand Slam-torna kizárólagos magyarországi közvetítője)
- Snooker (Masters, Shootout, világbajnokság)
- 2022-es WDF-dartsvilágbajnokság

## Magyar kommentátorok
Az Eurosport kommentátorai nemcsak a tévében dolgoznak: podcastokat gyártanak, és hosszabbitas.hu néven indítottak sporthíroldalt, amit az Eurosport később magába integrált, és 2021 óta az összes cikk egységesen az eurosport.hu weboldalon elérhető.
Jelenlegi kommentátorok:
- Balázs Boldizsár (1991): atlétika, alpesi sí, sífutás, tenisz, vívás (2020-)
- Bodnár Gergő (1986): kerékpár, ES Bringa podcast (2006-)
- Bognár Péter (1985): alpesi sí, curling, sportmászás, tenisz (2020-)
- Buzás Gábor (1979): snooker (2006-)
- Dani Bálint (1994): tenisz Salakblog podcast (2020-)
- Dobos Lilla (1988): freestyle sí, snowboard, tenisz (2020-)
- Farkasvölgyi Gábor (1978): golf, kajak-kenu, Hosszabbítás podcast (2006-)
- Fonyódi Tamás (1987): tenisz, triatlon (2020-)
- Gyarmathy Dóra (1978): kerékpár, vitorlázás (2020-)
- Hajdú B. István (1969): biatlon, tenisz (2007-)
- Horváth Mariann (1968): alpesi sí, műkorcsolya, tenisz, vívás (1996-)
- Koczó Dávid (1990): atlétika, curling, északi összetett, tenisz (2020-)
- Kurucz László (1954): snooker (2006-)
- Lantos András (1983): biatlon, kerékpár, motorsport (2006-)
- Marosi László (1986): atlétika, bmx kerékpár, északi összetett, freestyle sí, küzdősportok, műkorcsolya, snooker, snowboard, tenisz, vitorlázás (2020-)
- Molnár Dávid (1993): motorsport (2020-)
- Nagy Benjámin (1998): atlétika, északi összetett, kerékpár, triatlon, Hosszabbítás podcast (2020-)
- Nánási Antal (1988): tenisz (2020-)
- Németh Dániel (1993): atlétika, síugrás, tenisz (2020-)
- Németh Gergely (1981): atlétika, golf, síugrás, tenisz, Rekortán podcast (2006-)
- Pintér László (1976): extrém sportok, freestyle sí, kerékpár, sífutás, sportmászás, snowboard (2006-)
- Rév Dániel (1985): alpesi sí, curling, kerékpár, short track, síugrás, Hosszabbítás podcast (2006-)
- Szabó Bence (1997): északi összetett, kerékpár, Duplacsavar podcast (2020-)
- Szabó Gábor csatornaigazgató (1971): (atlétika, alpesi sí, sífutás, tenisz, úszás Rekortán podcast (1996-)
- Szántó Petra (1984): curling, műugrás, tenisz Salakblog podcast (2006-)
- Szathmári Attila (1979): kerékpár, úszás (2006-2023)
- Szebényi Dániel (1977): lovaglás (2001-)
- Szegedi Kristóf (1992): síugrás, tenisz (2021-)
- Szentimrei Kristóf (1997): snooker, tenisz (2020-)
- Tokics Tamás (1996): freestyle sí, motorsport, síugrás, snowboard (2020-)
- Vörös Csaba (1981): asztalitenisz, biatlon, kajak-kenu szlalom, motorsport (2002-)
- Várhegyi Ferenc (1963): evezés, küzdősportok, motorsport, súlyemelés (1998-)

Jelenlegi szakkommentátorok:
- Csengői Bálint (2001): Pályakerékpár (2023-)
- Golobokov Szergej (1974): Triatlon (2021-)
- Gyenes Ákos (1979): Vitorlázás (2023-)
- Izer Bálint (1991): Sportmászás (2021-)
- Kelemen Zoltán (1955): Síugrás (2008-)
- Köves Gábor (1970): Tenisz (2002-)
- Lovassy Krisztián (1988): Pályakerékpár (2021-)
- Németh Szabolcs (1978): Kerékpár (2018-)
- Parti András (1982): Mountain bike (2021-)
- Szalma Csaba (1982): Cyclo-cross (2021-)
- Volentér Balázs (1997): Motorsport (2019-)

Régi kommentátorok:
- Palik László (1962): Motorsport, tenisz (1996-1996)
- Héder Barna (1962): Atlétika, kerékpár, rögbi, torna (1996-1997)
- Gyulai Balázs (1974): Motorsport (1996-1998)
- Fülöp László (): Atlétika, jégkorong, kosárlabda, labdarúgás, rögbi, tenisz, torna (1996-1998)
- Gundel Takács Gábor (1964): Alpesi sí, atlétika, jégkorong, kerékpár, labdarúgás, küzdősportok, súlyemelés, szumó, tenisz, úszás (1996-2000)
- Gyulai Miklós (1970): Atlétika, extrém sportok, motorsport, súlyemelés (1996-2000)
- Vitár Róbert (1934): Biatlon, labdarúgás, tenisz (1996-2001)
- Dávid Sándor (1937): Atlétika, judo, kerékpár, lovaglás, motorsport, műkorcsolya, sífutás, síugrás, súlyemelés, tenisz, torna, vívás (1996-2001)
- Debnár Tamás (1971): Biatlon, curling, kajak-kenu, labdarúgás, snooker, szánkó, úszás (2001-2003)
- Dénes Tamás (1963): Alpesi sí, labdarúgás (2001-2003)
- Egyed Krisztina (1976): Gyorskorcsolya (2006-2007)
- Gyulai Márton (1979): Atlétika, bob, motorsport (2005-2008)
- Mészáros Panna (): Curling, vívás (2006-2008)
- Pongrácz Eszter (1985): Szumó (2006-2008)
- Juhász Péter (1975): Evezés, gyeplabda, kajak-kenu (2006-2009)
- Rádonyi Kristóf (1983): Curling, darts, kosárlabda, lacrosse (2006-2011)
- Sipos János (1951): Kerékpár, biatlon, síugrás (1996-2012)
- Knézy Jenő (1972): Biatlon, curling, északi összetett, kajak-kenu, kerékpár, kosárlabda, labdarúgás, sífutás, síugrás, súlyemelés (1996-2012)
- Magyar Bence (1979): Motorsport (2006-2014)
- Vásárhelyi Tamás (1975): Ausztrál foci, biatlon, curling, északi összetett, evezés, krikett, műugrás, síugrás, sífutás, torna, vitorlázás (2006-2015)
- Székely Dávid (1985): Alpesi sí, biatlon, kajak-kenu, kerékpár, labdarúgás, röplabda (2006-2015)
- Pásztory Dóra (1984): Úszás (2006-2015)
- Varga Ákos (1979): Curling, kosárlabda, labdarúgás, röplabda, síugrás, tenisz, úszás (2002-2017)
- Kovács Géza László (1966): Labdarúgás, snooker, súlyemelés (2003-2022)
- Ajkler Zita (1975): atlétika, műkorcsolya, Rekortán podcast (2007-2024)

Régi szakkommentátorok:
- Szabó Róbert (1968): Motorsport (1997-1999)
- Ruszanov András (1972): Motorsport (2000-2003)
- Harmati Árpád (1963): Motorsport (2001-2003)
- Böröczky József (1948): Motorsport (1996-2011)
- Csiki Gábor (1974): Motorsport (2005-2016)
- Kovács Dusán (1971): Atlétika (2002-2019)
- Csuti László (1977): Motorsport (2012-2016)
- Hatvani Bálint (1989): Motorsport (2016-2022)
- Árvai Attila (1974): Pályakerékpár (2012-2022)

A csatornán gyakran hallhatóak műsorajánlók magyarul, ezeket Endrédi Máté mondja be.

## Logói

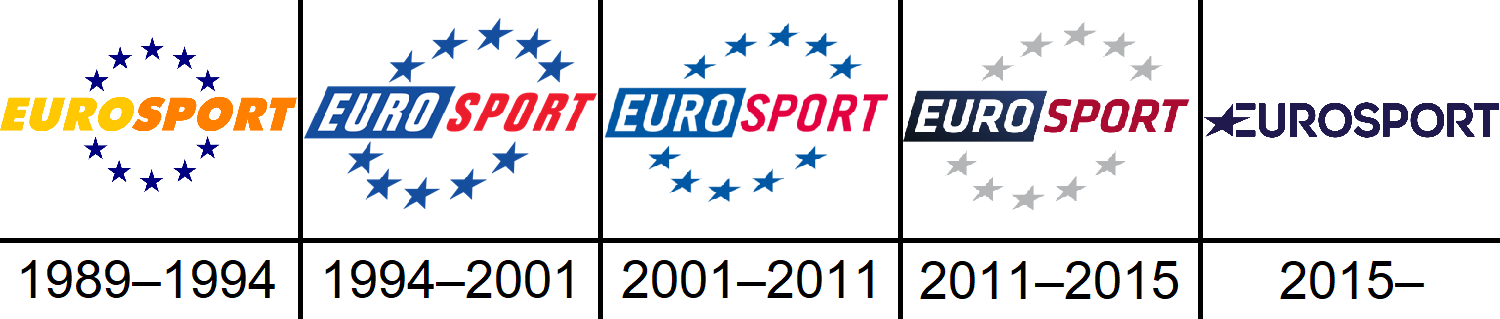
Az Eurosport logói 1989-től napjainkig